# Víctor Claver
Pour les articles homonymes, voir Claver.
Víctor Claver Arocas (né le 30 août 1988 à Valence, en Espagne) est un joueur espagnol de basket-ball. Il mesure 2,07 m pour 107 kg et peut jouer aux postes d'ailier et d'ailier fort.

## Biographie
Victor Claver commence le basket-ball dans les équipes de jeunes du CD Maristas et du Valencia Basket Club en Espagne. Ses premiers pas en Liga ACB ont lieu lors de la saison 2006–2007. Il participe à l'Eurocoupe 2007-2008 et est élu meilleur espoir de cette compétition en 2010. Il est sélectionné par les Trail Blazers de Portland au vingt-deuxième rang de la draft 2009.
En avril 2011, il termine deuxième dans le vote du meilleur jeune joueur d'Euroligue (derrière Nikola Mirotić).
Le 11 juillet 2012, il signe avec les Trail Blazers de Portland après avoir payé sa clause de sortie de 500 000 dollars au club de Valence.
En juillet 2015, Claver quitte le Khimki Moscou.
Le 20 juillet 2016, il signe pour trois saisons au FC Barcelone. Avec le Barça, il remporte la Coupe d'Espagne en février 2018.
En juillet 2021, Claver retourne à Valence où il signe un contrat pour trois saisons.

### Équipe d'Espagne
Víctor Claver remporte à trois reprises le Championnat d'Europe de basket-ball avec l'Espagne (2009, 2011 et 2015). Il remporte aussi la médaille d'argent aux Jeux olympiques de 2012.
Il fait partie de l'équipe d'Espagne entraînée par Sergio Scariolo qui remporte le bronze aux Jeux olympiques de 2016.

## Palmarès

### Équipe nationale
- Tournoi olympique de basket-ball masculin
  -  Médaille d'argent aux Jeux olympiques 2012 de Londres.
  -  Médaille de bronze aux Jeux olympiques 2016 de Rio de Janeiro.
- Championnat d'Europe
  -  Médaille de bronze au championnat d'Europe junior en 2006.
  -  Médaille de bronze au championnat d'Europe espoir en 2008.
  -  Médaille d'or au championnat d'Europe 2009.
  -  Médaille d'or au Championnat d'Europe 2011 en Lituanie.
  -  Médaille d'or au Championnat d'Europe 2015.
  -  Médaille de bronze au Championnat d'Europe 2013 en Slovénie.
- Coupe du monde
  -  Médaille d'or à la Coupe du monde 2019 en Chine.

### En club
- Vainqueur de l'EuroCoupe 2009-2010
- Vainqueur de la Coupe d'Espagne : 2018, 2019, 2021
- Champion d'Espagne 2021